# Yvonne Pitrois

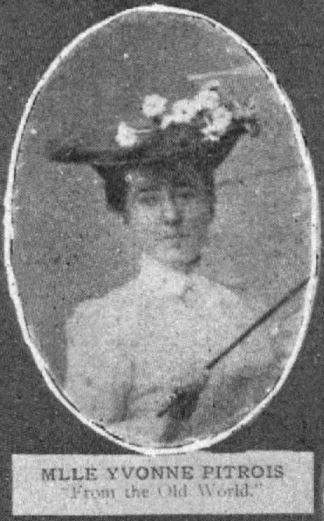
Retrato de la escritora y activista francesa Yvonne Pitrois, publicado en 1914 en la Revista The Silent Worker.

Yvonne Pitrois (o Ivonne Pitrois) (París, 14 de diciembre de 1880 - Suiza, 23 de abril de 1937), fue una escritora y activista francesa. Se quedó sorda a la edad de 7 años debido a una insolación, tal como cuenta ella. También fue perdiendo gran parte de la vista hasta la edad de 12 años en que recuperó algo, quedándole muy reducida. 
Fue primeramente conocida por el público de habla francesa como autora de biografías y de literatura para jóvenes. Más tarde, cobró celebridad internacional por su activismo en favor de los sordos belgas y franceses durante la I Guerra Mundial (1914 - 1918).
Yvonne es, sin embargo, en el siglo XXI, poco conocida en Francia.

## Biografía
Nació en París el 14 de diciembre de 1880 en el seno de una familia acomodada y de corte tradicional. Yvonne pasó su infancia en Tours, a donde se mudó, junto con su madre al quedar viuda esta última. La madre, Marguerite Pitrois, era maestra y dirigió muchos años una escuela bilingüe anglofrancesa y también era escritora. Yvonne nació oyente y, debido a una insolación y las fiebres que la siguieron, se quedó sorda a los 7 años de edad, según cuenta ella (algunas fuentes dicen que fue a la edad de 6 años). Además de la pérdida auditiva, también se fue quedando ciega. A los doce años recuperó algo la visión, que le quedó muy reducida, sin embargo.
Yvonne fue educada por su madre en casa, con más dedicación aun cuando se quedó sorda, mostrándose como una alumna excelente. Ella la enseñó a leer y escribir. Mejoró su francés, que ya escribía y leía antes de quedarse sorda, y aprendió inglés que acabó dominando. Dominaba la lectura labial en ambos idiomas. Además tocaba el piano. Cuando recuperó la visión decidió dedicarse a la escritura y explorar el mundo al que ya pertenecía: el mundo de las personas sordas.
Marguerite Pitrois vivió con su hija hasta su muerte, en 1927.

## Facetas como escritora y editora
Yvonne comenzó a publicar a la edad de 17 años en revistas y periódicos franceses y suizos. Primero traducciones del inglés al francés. Enseguida empezó a remitir creaciones propias y ya tan tempranamente como a la edad de 18 años (en 1898) publicó Jeunes vies ("Vidas jóvenes"), libro que se reeditó dos veces más, por su popularidad entre la juventud francesa. Jeunes vies era un libro de biografías de personas famosas. El género biográfico fue uno de los preferidos de Yvonne como autora. Muy difundida resultó su biografía del Abad Charles Michel de l´Epée publicada en 1912, coincidiendo con el bicentenario de su nacimiento, como contribución al Congreso de París. Es interesante señalar que este aniversario fue muy celebrado por las comunidades sordas europeas. La biografía de l'Epée se publicó en Estados Unidos en el periódico The Silent Worker, que publicaba la escuela de sordos del estado de Nueva Jersey (EE. UU.).
En "The Silent Worker" Yvonne tenía una columna llamada en inglés "Desde el Viejo Mundo" (From the Old World). Era una columna ilustrada con fotos, grabados y dibujos y en ella daba a conocer en Estados Unidos muchos aspectos de la vida de algunas comunidades sordas europeas. Esto habría contribuido a acercar las comunidades sordas de ambas partes del océano Atlántico. Las colaboraciones en esta publicación y en otras como la británica British Deaf Times hicieron que su nombre se conociera también en otros países del mundo anglófono (Reino Unido y Australia).
Como editora dedicó su actividad a las personas sordas y sordociegas. Publicó dos revistas, ambas en lengua francesa. A partir de 1912 La Petite Silencieuse ("La Pequeña Silenciosa"), destinada a niñas y jóvenes sordas. El primer número apareció la víspera de Navidad de 1912 y llevaba el subtítulo de Messagère illustrée des Sourdes-Muettes et des Sourdes-Parlantes. ("Mensajero ilustrado de las Sordomudas y las Sordohablantes"). La revista tenía varias secciones: diario, revista literaria, consejos, carta de las lectoras, a veces cotilleo, en nuestro pequeño mundo, en familia, dones recibidos, etc. Las suscriptoras formaron enseguida una red solidaria estimulada por su fundadora.
En 1928 se inició la publicación de Le Rayon de Soleil des Sourds‐Aveugles ("El Rayo de Sol de los Sordociegos"), redactado en francés en "alfabeto Braille", dirigida a personas sordociegas. En esta época vivía en Royan y para editar en Braille, usó los servicios de la imprenta Imprimerie Braille, de Mulhouse. Con estas revistas como base, mantuvo una intensa correspondencia con numerosos lectores. Las revistas desaparecion cuando Yvonne falleció. La última edición de La Petite Silencieuse fue un número especial póstumo, publicado en la Navidad de 1937, que incluía fotografías y notas biográficas. En ella se incluía, en la página 7, una cita referida a su actividad literaria durante la Gran Guerra:

Su ardiente patriotismo le inspiró la creación de narraciones que, en las horas oscuras de 1914 a 1918, trajeron un retomar el valor en las trincheras y un modesto bálsamo para las heridas de las pobres madres, para las novias enlutadas, para las viudas solitarias.

Su actividad intelectual no se limitó a la cultura sorda. Así, fue miembro de la Societé des Gens de Lettres ("Sociedad de las Gentes de Letras"), de la que su madre también era miembro, y estuvo entre los promotores del Cosmopolitan Correspondence Club ("Club Epistolar Cosmopolita"), red de intercambio de correspondencia entre escritores europeos y estadounidenses, que llegó a alcanzar 100 miembros. También actuó como agente para Selwyn Oxley, educador de personas ciegas, consiguiéndole publicaciones, para su "Biblioteca Ephphatha", embrión de la biblioteca del "Ucl Ear Institute & Action On Hearing Loss Libraries" de la "University College de Londres". A Selwyn precisamente le decía en una carta de 1919 fechada en Burdeos que vivía como una ermitaña y nunca veía a nadie, ni a sordos ni a oyentes, pues su trabajo le consumía todo su tiempo y lo hacía todo por correspondencia.
Yvonne mostró especial empatía con ambas discapacidades, sordera y ceguera. Padeció ceguera durante unos años, durante su niñez y primera juventud. Comprendía las peculiaridades y sabía de las necesidades que comportaban ambas discapacidades. Así, por ejemplo, en 1911, tratando el tema de la sordoceguera, publicó en el Volta Review de Washington The Heurtin Family.

### La Petite Silencieuse
Esta publicación (1912-1937) fue una rara avis entre la prensa sorda de la época. Estaba específicamente destinada a las mujeres sordas, más en concreto a las que vivían en establecimientos especiales como los Ouvroirs (centros caritativos donde chicas jóvenes trabajan bajo la dirección de religiosas) y de otros sitios de acogida, quienes no necesariamente se relacionaban con la comunidad sorda. Yvonne explicaba reiteradamente que la prensa sorda clásica no se adaptaba a ellas, ni en sus contenidos ni por la forma del francés escrito que usaban. Esta publicación se hallaba inscrito en un movimiento general de prensa feminista del momento, pero sin entrar en el activismo feminista, sino que, más bien, intentaba canalizar una vía de expresión para las mujeres sordas y darles una visibilidad que no tenían, dándoles la oportunidad de expresarse en el "correo de las lectoras".

## Activista en la I Guerra Mundial
Muchas de las víctimas de la I Guerra Mundial fueron personas sordas. Ya desde el mismo año en que estalló, 1914, Yvonne comenzó a trabajar en favor de los sordos belgas que, tras la invasión alemana habían quedado sin medios de vida y, en muchos casos, sin hogar. Había niños sordos que se habían quedado sin escuela y, en muchos casos, sin familia, y sordos de todas las edades desarraigados por la guerra. Empezó haciendo colectas locales, pero, tras la extensión de la guerra a Francia, tuvo que buscar otros lugares de donde procedieran los donativos. El amplio campo de contactos de Yvonne en Estados Unidos y su relación con The Silent Worker, que hizo de caja de resonancia, permitieron dirigir los donativos de la comunidad sorda estadounidense hacia las víctimas, canalizándolos, primero directamente y después a través de Yvonne, más tarde ayudada por la rica familia Dresse, sordos belgas huidos al Reino Unido, y después rendía cuentas detalladas al periódico. Además les remitía traducciones de cartas y fotografías de las personas beneficiarias de las ayudas. Gracias a ello se salvaron centenares de belgas y franceses sordos. Después de la guerra su labor fue reconocida por instituciones públicas francesas y belgas. El rey de los belgas la condecoró.

## De 1919 a 1937
Tras la guerra y el fallecimiento de su madre, empezó a acoger en su propia casa a niñas y jóvenes sordas huérfanas o con problemas de adaptación, ayudándolas a buscar a cada una su propio camino.
El ámbito de la formación espiritual de los sordos también fue objeto de su militancia. Tenía una ascendencia hugonote, grupo protestante francés de doctrina calvinista. Ella estimaba que en Francia había en torno a 22 000 personas sordas, a quienes veía espiritualmente muy descuidados en comparación con las comunidades sordas del Reino Unido y de Estados Unidos. En Francia solo había un pastor protestante que se ocupaba de los que no acudían a la escuela, el padre M. Vigier, que además de pastor era profesor de sordos, incluyendo la enseñanza de la lengua de signos. M. Vigier visitaba, junto con sus ayudantes, a sordos en sus hogares, en hospitales y en cárceles.
Yvonne Pitrois murió en Suiza, el 23 de abril de 1937. En la reseña de su efeméride, que la hace coincidir, sin embargo, con el 12 de mayo, el periódico suizo "La Sentinelle" dice:

Ha muerto en Suiza Mademoiselle Yvonne Pitrois, escritora protestante. Sordomuda desde los 7 años de edad, decidió dedicar su vida a aliviar y consolar a los desfavorecidos.

Es una de las grandes figuras de la cultura sorda francesa y está reconocida como benefactora de la comunidad sorda.

## Obras
Entre sus obras tenemos:
| - Jeunes vies, Editorial Neuchâtel, 1905. - Sourds-muets-aveugles!, Editorial Strasbourg, 1929. - La vie l'Abbé de L'Epee : racontée aux sourds-muets, Editorial Saint-Etienne, 1912, su obra más famosa. - Les femmes de 1914-1915, Editorial Genève, 1915-1916. - La fille de Victor Hugo, (Mme Charles Vacquerie), Editorial Lausanne, 1906. - Ombres de femmes", Editorial Lausanne, 1906. - Les femmes de la Grande Guerre 1914-1915-1916 ; Les héroïnes ; Les infirmières héroïques ; Les martyres ; Les courageuses et les dévouées, Editorial Genève, 1916. - Petits enfants, grands exemples, Editorial Lausanne, 1909 (?). | - Abraham Lincoln, le libérateur des esclaves, Editorial Toulouse, 1911. - Trois lumières dans la nuit. Valentin Haüy, Louis Braille, Maurice de La Sizeranne, Editorial Strasbourg, 1936. - La Princesse de Condé : (1535-1564), Editorial Alais, 1923. - Infirmières héroïques, Editorial Genève, 1915. - He whom Jesus loves, Editorial Stirling, 1923. - Le petit roi martyr : enfances courageuses, Editorial Genève, 1914. - My war work, 1922 (?). - Celui que Jésus aime, Editorial Royan, 1922. |